# Leonard Wong
レオナード・ウォン（Leonard Wong、1986年8月21日 - ）は日本を拠点に活動する中国人のファッションデザイナー。また、彼の名前を冠にしたファッションブランドである。
1986年、上海に生まれる。2010年に文化服装学院に入学し、在学中の2012年にはTokyo新人デザイナーファッション大賞グランプリにてアマチュア部門の大賞を受賞した。
2013年に文化服装学院を卒業し、自らの名前を冠したブランド「LEONARD WONG」を立ち上げ、レディー・ガガの衣装製作にも携わった。
2016年には、AyaBambiが出演する2016-17秋冬コレクションを紹介する動画を発表した。
2016年、Amazon Fashion Week TOKYOにて、2017春夏コレクションを発表した。
2017年、Amazon Fashion Week TOKYOにて、2017秋冬コレクションを発表した。